# Симун Зечевић
Симун Зечевић (умро 1875) био је један од организатора и покретача чувеног Херцеговачког устанка.

## Биографија
Симун Зечевић рођен је у селу Зови До код Невесиња.Тачна година рођења је непозната. Породица Зечевић потиче из Бањана одакле су се доселили у невесињски крај у другој половини 18. вијека. Симун Зечевић се поред пољопривреде бавио и трговином стоке. Ово његово занимање допринијело је лакшем набављању оружја за невесињске устанике. По избијању устанка, Симун се помиње као један од официра и знаменитих главара у Доњоневесињском батаљону, који је био под командом војводе попа 
Петра Радовића. Симун Зечевић је погинуо 1875. године у боју на Дивину. 